# Rhipidura matthiae
Rhipidura matthiae е вид птица от семейство Rhipiduridae. Видът е почти застрашен от изчезване.

## Разпространение
Видът е разпространен в Папуа Нова Гвинея.